# Luai Ahmed
Luai Ahmed (arabiska: لؤي أحمد), född 5 september 1993, är en svensk-jemenitisk journalist och krönikör född i Jemen. Ahmed är aktiv på sociala medier och anses vara en kontroversiell kritiker av islam samt homofobi, antisemitism och hat mot Israel som är knutet till islamism.
Ahmed sympatiserar med Sverigedemokraterna och har gjort sionistiska uttalanden. Han är ex-muslim och öppet homosexuell.

## Biografi

### Uppväxt
Ahmed växte upp i Jemens huvudstad Sanaa. Han är son till Amal Basha, en freds- och kvinnorättsaktivist. På grund av moderns aktivism utsattes familjen för dödshot av Al-Qaida 2013 som i ett öppet brev till befolkningen i Jemen krävde att få familjens adress. Året därpå, 2014, flyttade Ahmed till Sverige där han blev beviljad politisk asyl.

### Utbildning
Ahmed har en kandidatexamen i internationell företagsekonomi från Libanesiska Universitetet i Jemen. Han har även studerat internationell migration vid Malmö universitet.

### Karriär
Ahmed är aktiv på sociala nätverk: främst på X där 144 tusen människor följer honom och 65 tusen på TikTok, och videorna han laddar upp får hundratusentals visningar i genomsnitt. Han fördömer vad han säger är religiöst förtryck från islamister, hat mot judar som lärs ut till unga människor i arabvärlden och slaveri i den muslimska världen.
Ahmed är även krönikör på den konservativa svenska tidningen Bulletin, där han skriver artiklar mot antisemitism, islam, integration och invandringspolitik.